# Berit Hinderson
Berit Christina Hinderson, född 21 november 1941 i Linköping, död 27 november 2016 i Stockholm, var en svensk skådespelare.

## Filmografi
- 1965 – Åsa-Nisse slår till
- 1969 – Eva – den utstötta
- 1970 – Kyrkoherden
- 1973 – Desertören
- 1990 – Strax före gryningen